# Giovanni Plana
Giovanni Antonio Amadeo Plana (ur. 6 listopada 1781 w Vogherze, zm. 20 stycznia 1864 w Turynie) – włoski astronom i matematyk. Laureat Medalu Copleya.

## Życiorys
W wieku piętnastu lat wyjechał do szkoły do Grenoble. W 1800 rozpoczął naukę na École polytechnique w Paryżu, gdzie był uczniem Josepha Lagrange. W 1803, dzięki staraniom Jeana Fouriera dostał posadę matematyka w szkole artylerii w Piemoncie. W 1811, rekomendowany przez Lagrange’a, zaczął wykładać astronomię i matematykę na Uniwersytecie w Turynie. Z tą uczelnią był związany do końca swojego życia.
Głównym tematem jego pracy naukowej był Księżyc. Temu zagadnieniu poświęcone było jego najbardziej znane dzieło – Théorie du mouvement de la lune. Oprócz tego Plana zajmował się funkcjami eliptycznymi, teorią całek, termodynamiką, elektrostatyką oraz geodezją.
W 1820 roku został laureatem nagrody przyznawanej przez Paryską Akademię Nauk, a dwadzieścia lat później przyznano mu Złoty Medal Królewskiego Towarzystwa Astronomicznego. Uzyskał tytuł astronoma królewskiego, w 1844 został baronem, a cztery lata później senatorem. Pod koniec życia, w 1860, został członkiem Paryskiej Akademii Nauk.
Jego nazwiskiem nazwano jeden z kraterów na Księżycu.

## Odznaczenia
(wg źródła)
- Order Świętych Maurycego i Łazarza I, III i V klasy
- Order Sabaudzki Cywilny
- Order Vila Viçosa II klasy (Portugalia)
- Order Korony Żelaznej III klasy (Austro-Węgry)
- Legia Honorowa IV klasy (Francja)
- Kawaler Królewskiego Orderu Gwiazdy Polarnej (Szwecja)